# 41e cérémonie des Grammy Awards
La 41e cérémonie annuelle des Grammy Awards a eu lieu au Shrine Auditorium à Los Angeles le 24 février 1999.

## Palmarès
| Prix                      | Artiste     | Titre                                         |
| ------------------------- | ----------- | --------------------------------------------- |
| Enregistrement de l'année | Céline Dion | My Heart Will Go On (Love Theme From Titanic) |
| Album de l'année          | Lauryn Hill | The Miseducation of Lauryn Hill               |
| Chanson de l'année        | Céline Dion | My Heart Will Go On (Love Theme From Titanic) |
| Meilleur nouvel artiste   | Lauryn Hill | Lauryn Hill                                   |

### Pop
| Prix                                              | Artiste                          | Titre                                                |
| ------------------------------------------------- | -------------------------------- | ---------------------------------------------------- |
| Best Female Pop Vocal Performance                 | Céline Dion                      | My Heart Will Go On (Love Theme From Titanic)        |
| Best Male Pop Vocal Performance                   | Eric Clapton                     | My Father's Eyes                                     |
| Best Pop Performance By A Duo Or Group With Vocal | The Brian Setzer Orchestra       | Jump Jive An' Wail                                   |
| Best Pop Collaboration With Vocals                | Elvis Costello et Burt Bacharach | I Still Have That Other Girl                         |
| Best Pop Instrumental Performance                 | The Brian Setzer Orchestra       | Sleepwalk                                            |
| Best Dance Recording                              | Madonna                          | Ray of Light                                         |
| Best Pop Album                                    | Madonna                          | Ray of Light                                         |
| Best Traditional Pop Vocal Performance            | Patti Page                       | Live At Carnegie Hall - The 50th Anniversary Concert |

### Rock
| Prix                                               | Artiste                   | Titre                    |
| -------------------------------------------------- | ------------------------- | ------------------------ |
| Best Female Rock Vocal Performance                 | Alanis Morissette         | Uninvited                |
| Best Male Rock Vocal Performance                   | Lenny Kravitz             | Fly Away                 |
| Best Rock Performance By A Duo Or Group With Vocal | Aerosmith                 | Pink                     |
| Best Hard Rock Performance                         | Jimmy Page & Robert Plant | Most High                |
| Best Metal Performance                             | Metallica                 | Better than You          |
| Best Rock Instrumental Performance                 | Pat Metheny Group         | The Roots of Coincidence |
| Best Rock Song                                     | Alanis Morissette         | Uninvited                |
| Best Rock Album                                    |                           |                          |
| Best Alternative Music Performance                 |                           |                          |

### R&B
| Prix                                              | Artiste | Titre |
| ------------------------------------------------- | ------- | ----- |
| Best Female R&B Vocal Performance                 |         |       |
| Best Male R&B Vocal Performance                   |         |       |
| Best R&B Performance By A Duo Or Group With Vocal |         |       |
| Best Rhythm & Blues Song                          |         |       |
| Best R&B Album                                    |         |       |
| Best Traditional R&B Vocal Performance            |         |       |

### Rap
| Prix                                   | Artiste | Titre |
| -------------------------------------- | ------- | ----- |
| Best Rap Solo Performance              |         |       |
| Best Rap Performance By A Duo Or Group |         |       |
| Best Rap Album                         |         |       |

### Country
| Prix                                                  | Artiste | Titre |
| ----------------------------------------------------- | ------- | ----- |
| Best Female Country Vocal Performance                 |         |       |
| Best Male Country Vocal Performance                   |         |       |
| Best Country Performance By A Duo Or Group With Vocal |         |       |
| Best Country Collaboration With Vocals                |         |       |
| Best Country Instrumental Performance                 |         |       |
| Best Country Song                                     |         |       |
| Best Country Album                                    |         |       |
| Best Bluegrass Album                                  |         |       |
| Best New Age Album                                    |         |       |

### Jazz
| Prix                                                    | Artiste | Titre |
| ------------------------------------------------------- | ------- | ----- |
| Best Contemporary Jazz Performance                      |         |       |
| Best Jazz Vocal Performance                             |         |       |
| Best Jazz Instrumental Solo                             |         |       |
| Best Jazz Instrumental Performance, Individual Or Group |         |       |
| Best Large Jazz Ensemble Performance                    |         |       |
| Best Latin Jazz Performance                             |         |       |

### Gospel
| Prix                                              | Artiste | Titre |
| ------------------------------------------------- | ------- | ----- |
| Best Rock Gospel Album                            |         |       |
| Best Pop/Contemporary Gospel Album                |         |       |
| Best Southern, Country, Or Bluegrass Gospel Album |         |       |
| Best Traditional Soul Gospel Album                |         |       |
| Best Contemporary Soul Gospel Album               |         |       |
| Best Gospel Choir Or Chorus Album                 |         |       |

### Musiques du monde
| Prix                                    | Artiste | Titre |
| --------------------------------------- | ------- | ----- |
| Best Latin Pop Performance              |         |       |
| Best Latin Rock/Alternative Performance |         |       |
| Best Tropical Latin Performance         |         |       |
| Best Mexican-American Music Performance |         |       |
| Best Tejano Music Performance           |         |       |
| Best Traditional Blues Album            |         |       |
| Best Contemporary Blues Album           |         |       |
| Best Traditional Folk Album             |         |       |
| Best Contemporary Folk Album            |         |       |
| Best Reggae Album                       |         |       |
| Best World Music Album                  |         |       |
| Best Polka Album                        |         |       |

### Musique classique
| Prix                                                        | Artiste | Titre |
| ----------------------------------------------------------- | ------- | ----- |
| Best Engineered Album, Classical                            |         |       |
| Producer Of The Year, Classical                             |         |       |
| Best Classical Album                                        |         |       |
| Best Orchestral Performance                                 |         |       |
| Best Opera Recording                                        |         |       |
| Best Choral Performance                                     |         |       |
| Best Instrumental Soloist(s) Performance (With Orchestra)   |         |       |
| Best Instrumental Soloist Performance (Without Orchestra)   |         |       |
| Best Chamber Music Performance                              |         |       |
| Best Small Ensemble Performance (With Or Without Conductor) |         |       |
| Best Classical Vocal Performance                            |         |       |
| Best Classical Contemporary Composition                     |         |       |
| Best Classical Crossover Album                              |         |       |

### Autres
| Prix                                                                         | Artiste | Titre |
| ---------------------------------------------------------------------------- | ------- | ----- |
| Best Musical Album For Children                                              |         |       |
| Best Spoken Word Album For Children                                          |         |       |
| Best Spoken Word Album                                                       |         |       |
| Best Spoken Comedy Album                                                     |         |       |
| Best Musical Show Album                                                      |         |       |
| Best Instrumental Composition                                                |         |       |
| Best Instrumental Composition Written For A Motion Picture Or For Television |         |       |
| Best Song Written For A Motion Picture Or For Television                     |         |       |
| Best Instrumental Arrangement                                                |         |       |
| Best Instrumental Arrangement Accompanying Vocal(s)                          |         |       |
| Best Recording Package                                                       |         |       |
| Best Boxed Recording Package                                                 |         |       |
| Best Album Notes                                                             |         |       |
| Best Historical Album                                                        |         |       |
| Best Engineered Album - Non-Classical                                        |         |       |
| Producer Of The Year, Non-Classical                                          |         |       |
| Remixer Of The Year, Non-classical                                           |         |       |
| Best Short Form Music Video                                                  |         |       |
| Best Long Form Music Video                                                   |         |       |